# El-Mellah (navire)
El-Mellah (en arabe : الملاح) est un trois-mâts barque, navire-école de la marine algérienne depuis 2017. Il porte le numéro de coque 938.

## Histoire
Le voilier algérien a été construit au chantier naval Remontowa (en) à Gdansk en Pologne de 2015 à 2017. C'est un navire de conception de l'architecte naval polonais Zygmunt Choreń de Remontowa Shipbuilding en coopération avec le Polska Grupa Zbrojeniowa, entreprise polonaise d'armement. Il a conçu des dizaines de navires à voile dont les célèbres «Alexander von Humboldt", "Fryderyk Chopin", "Mir" et "Dar", qui sont à la base du développement du projet du voilier algérien. Des modifications ont été apportées à l'original pour répondre aux besoins de la marine algérienne qui voulait allier un navire de formation à un navire de représentation.
Il a fait ses premiers essais en mer en juillet 2017 et le drapeau algérien a été hissé le 21 octobre de la même année sur le voilier à Gdańsk. Il est parti le 17 novembre et il s'est arrêté au port de La Corogne, en Espagne, pour une visite. Il est arrivé au port d'Alger le 2 décembre 2017. La formation de l'équipage algérien a été réalisée par la Gdynia Maritime University (en).
El Mellah a été lancé en tant que millième unité de l'histoire du chantier naval de Gdańsk (anciennement le chantier naval du Nord).

## Caractéristiques techniques
El Mellah devient l’un des plus grands et plus rapides voiliers au monde. C'est un voilier à trois mâts, à coque en acier, qui mesure 110 m de long avec le mât de beaupré pour une largeur de 14,50 m. La hauteur maximum du mât principal (à partir de la ligne de flottaison) est de 54 m de tirant d'air, comme celui du cinq-mâts barque Royal Clipper, le plus grand voilier actuellement au monde. 
Les mâts sont en acier et logent la tubulure de l’échappement des gaz du moteur pour éviter l’inesthétique échappement sur le flanc ou au niveau du pont. La surface totale de la voilure sera de 3,000 m2, pour 28 voiles, permettant d’atteindre une vitesse de 17 nœuds avec un vent de force 6 (échelle de Beaufort). Il aurait la possibilité d’atteindre une vitesse théorique de 21 nœuds record actuellement détenu par le voilier russe Mir. Il possède des propulseurs d'étrave avant et arrière pour faciliter les manœuvres à quai.
Le navire-école prend en charge 120 cadets (dont 40 de sexe féminin) et 102 membres d’équipage.

## Note et référence
- (pl) Cet article est partiellement ou en totalité issu de l’article de Wikipédia en polonais intitulé « El-Mellah » (voir la liste des auteurs).